# Elliot Lake
Elliot Lake är en stad i den kanadensiska provinsen Ontarios centrala del. Den grundades 1955 av geologen Franc Joubin och den amerikanska investeraren Joseph Hirshhorn med stöd från gruvföretagen Denison Mines och Rio Algom, efter det framkom att trakten hade stora fyndigheter av uran.
Dess yta är 714,56 kvadratkilometer (km2) och den hade en folkmängd på 11 348 personer vid den nationella folkräkningen 2011.